# Hypochrysops drucei
Hypochrysops drucei är en fjärilsart som beskrevs av Charles Oberthür 1894. Hypochrysops drucei ingår i släktet Hypochrysops och familjen juvelvingar. Inga underarter finns listade i Catalogue of Life.